# 쿠마\워
《쿠마\워》(Kuma\War)는 미국의 쿠마 리얼리티 게임즈에서 개발한 컴퓨터 게임으로, 실제 세계에서 일어난 분쟁을 재구성하여 에피소드 형식으로 제공하고 있다. 각 에피소드는 플레이할 수 있는 임무와 풍부한 배경 자료로 구성되며, 간혹 군사 전문가나 실제로 사건에 참여했던 병사와 관계자들의 인터뷰가 담겨 있기도 하다.
2004년 처음으로 공개되었고, 2007년 현재 80여개의 임무를 가지고 있다. 대부분의 에피소드가 이라크 전쟁을 다루고 있고, 아프가니스탄, 멕시코, 시에라 리온, 대한민국, 이란, 그리고 베트남에서 일어난 사건들도 다루고 있다.
2006년 7월에는 《쿠마\워 2》가 공개되었다. 소스 엔진을 기반으로 한 그래픽 품질 향상과 온라인 멀티플레이 환경의 확장을 특징으로 하고 있다.

## 게임 방식
《쿠마\워》는 각 임무마다 위성 사진이나 기사, 멀티미디어 등 상당한 분량의 배경 정보를 제공하고 있다. 임무가 시작되기 전에 군사 전문가가 임무 장소와 적의 숫자, 군사력, 전술 등 다양한 정보에 대한 브리핑을 해준다. 그리고 가상의 ‘쿠마 게임 분석가’가 플레이어의 투입 지점과 목표들을 비롯한 임무 개요를 상세하게 분석해준다.

## 반응
《쿠마\워》는 논란의 주제가 되고 있다. 전쟁을 지원한다거나, 사건이 일어난 지 며칠이나 몇 주 만에 나오는 에피소드, 군과의 밀접한 관계를 가졌다는 비판을 받고 있다. 또 2004년 미국 대통령 선거 당시에는 존 케리가 베트남 전쟁에서 맡은 임무를 제공하기도 했다.
한편, 게임 비평에서도 좋은 평가를 받지 못 했다. 2004년 당시 게임스팟의 리뷰는 《쿠마\워》에게 10점 만점에 4.1점을 주었다. 리뷰는 ‘시대에 뒤떨어진 그래픽’과 ‘유감스러운 게임플레이’를 지적하며, ‘발상은 흥미로웠으나 그 이행이 약하다’고 평가했다. IGN 역시 같은 것을 지적하며 10점 만점에 6.3점의 점수를 주었다.

## 주요 임무
- 우다이와 쿠사이의 마지막 저항: 게임의 첫 임무로 실제로 살해당한 사담 후세인의 두 아들과의 전투를 다루고 있다. 이 공격은 ‘이라크 자유 작전의 전환점’이자 ‘테러와의 전쟁의 이정표’로 묘사되고 있다.[5]
- 한국: 내부의 적: 1996년, 잠수함으로 북한 간첩이 남한에 침투한 사건을 배경으로 하고 있다.
- 존 케리의 은성 훈장: 1968년, 베트남 전쟁에서 존 케리가 고속정을 지휘하며 벌인 활약을 다루고 있다.
- 붉은 새벽 작전: 2003년 12월 13일의 사담 후세인 체포 작전을 다루고 있다.
- 시르테의 몰락: 2011년 10월 20일의 무아마르 알카다피 사살 작전을 다루고 있다.

## 참조
1. ↑  쿠마 : 워 프리뷰 보관됨 2007-09-27 - 웨이백 머신 - 게임스팟
2. ↑  존 케리 주인공으로 한 게임 나온다 보관됨 2004-10-15 - 웨이백 머신 - 아이뉴스24
3. ↑  KumaWar Review - GamsSpot
4. ↑  KumaWar Review 보관됨 2007-05-07 - 웨이백 머신 - IGN
5. ↑  Konsolisierung des Krieges - ZeitenSchrift